# Icarus (film 2017)
Icarus è un documentario statunitense del 2017 diretto da Bryan Fogel, che racconta lo scandalo riguardante la vicenda del doping di stato in Russia. L'idea originale di Fogel era di raccontare l'uso di sostanze dopanti nelle gare ciclistiche amatoriali, quando venne in contatto con Grigory Rodchenkov, capo del laboratorio antidoping russo. È stato presentato in anteprima al Sundance Film Festival il 20 gennaio 2017, dove ha vinto il premio speciale della giuria: U.S. Documentary (Orwell Award). Netflix ne ha acquistato i diritti e l'ha trasmesso in streaming a livello globale a partire dal 4 agosto 2017. Ha vinto l'Oscar come miglior documentario alla novantesima edizione degli Academy Awards .

## Trama
Mentre indaga sul ruolo del doping illegale nello sport, Fogel entra in contatto con lo scienziato russo Grigory Rodchenkov, un pilastro del programma "anti-doping" del suo paese. Rodchenkov crea un piano appositamente per Fogel che gli permette di doparsi ma di non essere scoperto dai test antidroga, aiutandolo nel suo esperimento volto a mostrare che gli attuali metodi antidoping  sono inefficaci per scoprire gli atleti che si dopano. Con il passare del tempo, Rodchenkov e Fogel diventano amici, al punto che lo stesso Rodchenkov gli confida che è a capo di un progetto gestito dallo stesso governo russo con lo scopo di boicottare le olimpiadi, dopando i suoi atleti. Quando le accuse sull'esistenza di tale programma vengono messe in luce dai media internazionali, Fogel si rende conto che Rodchenkov è in pericolo di vita. Utilizzando le conoscenze di Rodchenkov riguardanti il programma di doping, Fogel si rivolge al Dipartimento di Giustizia degli Stati Uniti e al New York Times, sostenendo che la Russia ha cospirato per imbrogliare alle olimpiadi per decenni, e che Rodchenkov venne incaricato di gestitre il programma in seguito agli scarsi risultati ottenuti dalla squadra russa alle Olimpiadi invernali di Vancouver nel 2010.
Davanti alle telecamere, Rodchenkov testimonia che alle Olimpiadi invernali di Sochi nel 2014, con l'aiuto del Servizio di sicurezza federale, lui e la sua squadra hanno scambiato l'urina contaminata dagli steroidi della squadra nazionale russa con campioni puliti, eludendo il rilevamento positivo. A seguito di queste dichiarazioni, e ulteriori prove fornite da Rodchenkov (quali fogli di calcolo, dischi e e-mail) l'Agenzia mondiale antidoping e il Comitato olimpico internazionale cominciano le indagini. 
Dopo che l'indagine indipendente della WADA conferma le affermazioni di Rodchenkov, la U.S. Law Enforcement lo mette in custodia protettiva. Quando l'avvocato di Rodchenkov, Jim Walden, viene intervistato da Fogel, racconta delle serie e incombenti minacce alla vita del suo assistito, anche a seguito della morte sospetta di due suoi soci.. Il film termina affermando che il governo russo non ha mai ammesso nessun coinvolgimento con il programma di doping, e che Rodchenkov rimane in custodia protettiva. Lo stesso regista alla fine del film lo ringrazia per il coraggio dimostrato.

## Accoglienza

### Critica
Icarus ha ricevuto il 92% di recensioni positive su Rotten Tomatoes con una media di 7.20/10 e un punteggio di 68/100 su Metacritic basato su 16 recensioni, indicando "recensioni generalmente favorevoli".
Brian Tallerico, scrivendo su www.rogerebert.com, lo ha definito "un documentario fantastico", dandogli tre stelle su quattro.

## Premi
- 2018 - Premio Oscar
  - Miglior documentario

- 2017 - Sundance Festival (Premio speciale della giuria: U.S. Documentary Orwell Award)